# Wapelbach
Der Wapelbach, manchmal auch nur die Wapel und im Oberlauf Wehrbach genannt, ist ein 35,5 km langer, linksseitiger Nebenfluss der Dalke und gehört zum Gewässersystem der Ems, sein Wasser mündet also letztlich in die Nordsee. 

## Geographie
Der Wapelbach entspringt als Wehrbach östlich von Stukenbrock in der Nähe der ehemaligen Bundesstraße 68 am Südosthang des Osningstrangs des Teutoburger Waldes und durchquert in seinem Oberlauf das Naturschutzgebiet Wehrbachtal. Erst nach knapp fünf Kilometern Länge ändert das Gewässer seinen Namen in „Wapelbach“, fließt als solcher durch die Gemeinden Schloß Holte-Stukenbrock, Verl, Rietberg, Rheda-Wiedenbrück und Gütersloh (alle Kreis Gütersloh) und mündet in der Nähe der „Neuen Mühle“ im Gütersloher Stadtteil Pavenstädt in die Dalke, etwa einen Kilometer bevor dieser Fluss in die Ems fließt. 

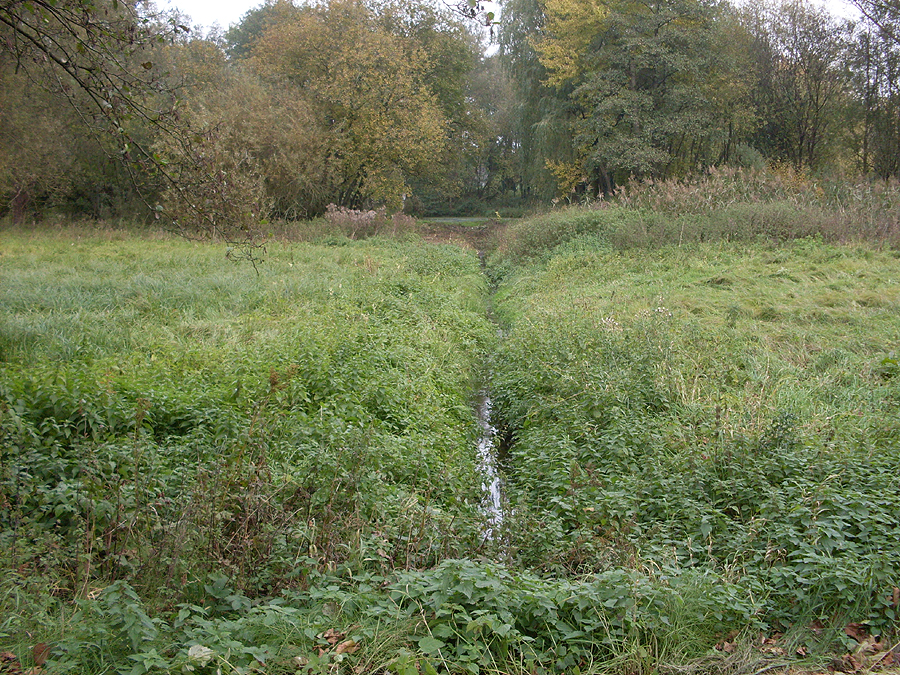
Wehrbach unterhalb des Quellgebiets

Bei Kaunitz nimmt der Wapelbach rechtsseitig den Rodenbach auf und fließt dort in einer breiten Aue durch das Naturschutzgebiet Grasmeerwiesen. Danach fließt er durch den Rietberger Ortsteil Neuenkirchen. In der Nähe des Gütersloher Stadtteils Kattenstroth nimmt er rechtsseitig den Ölbach auf. Auf der gesamten Strecke fließt der Fluss überwiegend durch landwirtschaftliche Flächen, aber auch durch Waldgebiete der dem Teutoburger Wald vorgelagerten Sennelandschaft und des Rhedaer Forsts sowie durch zwei Naturschutzgebiete.
Der Wapelbach ist touristisch angebunden an den Europaradweg R1, der etwa acht Kilometer im Flussbereich verläuft. Der Wapelbach unterquert die wichtigen Verkehrsadern Bundesautobahn 33, Bundesautobahn 2, Bundesstraße 61 und die Bahnstrecke Hamm–Minden.

## Umwelt
Der Wapelbach fließt durch das seit 1989 bestehende, 131 ha große Feuchtwiesenschutzgebiet Grasmeerwiesen. Die Ausweisung als in Teilen deckungsgleiches Natura 2000 - Schutzgebiet nach der Fauna-Flora-Habitat-Richtlinie erfolgte später unter dem Namen „Sennebäche“ und war umstritten.

### Flora und Fauna
Im Zuge der Ausweisung als FFH-Gebiet wurden die geschützten Fischarten Bachneunauge und Groppe nachgewiesen. Prioritärer Lebensraum nach den Kriterien der FFH-Richtlinie sind die im Flussbereich vorkommenden Erlen-Eschen- und Weichholz-Auenwälder.

### Wasserqualität
Die kommunale Kläranlage von Schloß Holte-Stukenbrock entwässert in das Gewässersystem des Wapelbachs.
Wegen der schlechten Wasserqualität insbesondere im unteren Flusslauf wurde der Badebetrieb des anliegenden Wapelbads in den 1960er-Jahren eingestellt und ist bis heute nicht wieder aufgenommen worden.
Das Vorkommen der Groppe im oberen Flusslauf ist allerdings ein Indikator für eine in diesem Bereich noch sehr hohe Wasserqualität.

## Sehenswürdigkeiten und Bauwerke
Auf der Höhe des Wapelbads wurde im Jahre 1933 ein Wehr im Wapelbach errichtet, um das Wasser zum Baden aufzustauen. Das 1925/26 in Betrieb genommene Bad wurde bis in die 1960er-Jahre als Schwimmgelegenheit genutzt. Heute ist aufgrund der schlechten Wasserqualität das Baden nur noch im Planschbecken erlaubt. 
In der Vergangenheit neigte der Wapelbach im Mittel- und Unterlauf vor allem in niederschlagsreichen Wintermonaten zu Überflutungen. Aus diesem Grund wurden ab dem Jahr 2008 die Wapelbecken als Hochwasserrückhaltebecken errichtet.